# Élections présidentielles sous la Cinquième République dans le Val-d'Oise
Depuis l'adoption de la Constitution de la Cinquième République française en 1958, dix élections présidentielles ont eu lieu afin d'élire le président de la République, dont neuf concernent le département du Val-d'Oise qui a été créé en 1968. Cette page présente les résultats de ces élections dans la Val-d'Oise.

## Synthèse des résultats du second tour
Jusqu'en 1981, le Val-d'Oise vote plus à gauche que la France, plaçant en particulier François Mitterrand (53,96 %) devant Valéry Giscard d'Estaing en 1974. Le département vote ensuite selon la tendance nationale. En 2017, Emmanuel Macron obtient plus de 6 points de plus qu'au niveau national. En 2022, Emmanuel Macron obtient plus de 7 points de plus par rapport à son score national.
| 2022 | Emmanuel Macron (66,15%) (France : 58,55 %) | Marine Le Pen (33,85 %) (France : 41,45 %) | 67,44% (France : 71,99%) | 8,41% (France : 8,66%) |

| 2017 | Emmanuel Macron (72,53 %) (France : 66,10 %) | Marine Le Pen (27,47 %) (France : 33,90 %) | 72,04 % (France : 77,77 %) | 2,03 % (France : 2,47 %) |

| 2012 | François Hollande (53,91 %) (France : 51,64 %) | Nicolas Sarkozy (46,09 %) (France : 48,36 %) | 76,97 % (France : 80,35 %) | 1,8 % (France : 5,82 %) |

| 2007 | Nicolas Sarkozy (52,3 %) (France : 53,06 %) | Ségolène Royal (47,7 %) (France : 46,94 %) | 85,76 % (France : 83,97 %) | 1,22 % (France : 4,20 %) |

| 2002 | Jacques Chirac (82,74 %) (France : 82,21 %) | J.-M. Le Pen (17,26 %) (France : 17,79 %) | 67,64 % (France : 79,71 %) | 2,47 % (France : 3,38 %) |

| 1995 | Jacques Chirac (53,78 %) (France : 52,64 %) | Lionel Jospin (46,22 %) (France : 47,36 %) | 75,63 % (France : 78,38 %) | 2,17 % (France : 2,81 %) |

| 1988 | François Mitterrand (55,53 %) (France : 54,02 %) | Jacques Chirac (44,47 %) (France : 45,98 % %) | 80,91 % (France : 81,35 %) | 1,58 % (France : 2,00 %) |

| 1981 | François Mitterrand (56,84 %) (France : 51,76 %) | Valéry Giscard d'Estaing (43,16 %) (France : 48,24 %) | 81,72 % (France : 81,09 %) | 1,64 % (France : 1,62 %) |

| 1974 | Valéry Giscard d'Estaing (46,04 %) (France : 50,81 %) | François Mitterrand (53,96 %) (France : 49,19 %) | 86,11 % (France : 84,23 %) | 0,71 % (France : 0,92 %) |

| 1969 | Georges Pompidou (58,72 %) (France : 58,21 %) | Alain Poher (41,28 %) (France : 41,79 %) | 80,44 % (France : 77,59 %) | 0,95 % (France : 1,29 %) |

|  | ▲ |

## Résultats détaillés par scrutin

### 2022
Arrivé en tête du premier tour, le président sortant Emmanuel Macron (27,85 %) affronte Marine Le Pen (23,15 %), un duel identique à celui du scrutin de 2017. C'est la deuxième fois qu'un second tour opposant les mêmes candidats à deux scrutins présidentiels consécutifs a lieu après ceux où se sont affrontés Valéry Giscard d'Estaing et François Mitterrand en 1974 et 1981.
En troisième position avec 21,95 % des voix, Jean-Luc Mélenchon réalise le score le plus élevé de ses trois candidatures et arrive largement en tête de la gauche, mais échoue à accéder au second tour, avec environ 400 000 voix de moins que Marine Le Pen.
Une nouvelle fois, les partis politiques traditionnels sont absents du second tour, dans des proportions encore plus importantes que lors de la précédente élection. Le Parti socialiste et Les Républicains, représentés respectivement par Anne Hidalgo et Valérie Pécresse, s'effondrent avec des scores historiquement faibles et n'atteignent pas le seuil des 5 %, condition permettant d'être remboursé des frais de campagne.
Pour la première fois, les candidatures classées à l'extrême droite dépassent le seuil de 30 % des suffrages exprimés au premier tour tandis que les sondages d'opinion laissent annoncer un duel serré face au président sortant, la possibilité d'une victoire pour Marine Le Pen étant pour la première fois envisagée par ceux-ci.
Le second tour voit Emmanuel Macron l'emporter par 58,55 % des suffrages exprimés, permettant ainsi au président sortant d'entamer un second mandat. Le septennat ayant été aboli en 2000, il devient ainsi le premier président de la République française à être réélu pour un deuxième quinquennat, le deuxième président de la Cinquième République réélu hors période de cohabitation et le quatrième président de la Cinquième République réélu.
Dans le Val-d'Oise, Jean-Luc Mélenchon arrive en tête du premier tour avec 33,17% des exprimés, suivi de Emmanuel Macron (26,09%),Marine Le Pen (17,20%) et Éric Zemmour (7,09%). Au second tour, les électeurs ont voté à 66,15% pour Emmanuel Macron contre 33,85% pour Marine Le Pen avec un taux de participation de 67,44% des inscrits.
| Candidats                | Candidats                | Partis                   | Premier tour | Premier tour | Second tour | Second tour |
| Candidats                | Candidats                | Partis                   | Voix         | %            | Voix        | %           |
| ------------------------ | ------------------------ | ------------------------ | ------------ | ------------ | ----------- | ----------- |
|                          | Jean-Luc Mélenchon       | LFI                      | 175 666      | 33,17        |             |             |
|                          | Emmanuel Macron          | LREM                     | 138 166      | 26,09        | 299 829     | 66,15       |
|                          | Marine Le Pen            | RN                       | 91 081       | 17,20        | 153 446     | 33,85       |
|                          | Éric Zemmour             | REC                      | 37 564       | 7,09         |             |             |
|                          | Valérie Pécresse         | LR                       | 26 403       | 4,99         |             |             |
|                          | Yannick Jadot            | EELV                     | 20 710       | 3,91         |             |             |
|                          | Fabien Roussel           | PCF                      | 10 060       | 1,90         |             |             |
|                          | Jean Lassalle            | RES                      | 9 101        | 1,72         |             |             |
|                          | Nicolas Dupont-Aignan    | DLF                      | 8 996        | 1,70         |             |             |
|                          | Anne Hidalgo             | PS                       | 6 094        | 1,15         |             |             |
|                          | Philippe Poutou          | NPA                      | 3 352        | 0,63         |             |             |
|                          | Nathalie Arthaud         | LO                       | 2 392        | 0,45         |             |             |
|                          |                          |                          |              |              |             |             |
| Votes valides            | Votes valides            | Votes valides            | 529 585      | 97,95        | 453 275     | 91,59       |
| Votes blancs             | Votes blancs             | Votes blancs             | 8 027        | 1,48         | 32 485      | 6,56        |
| Votes nuls               | Votes nuls               | Votes nuls               | 3 064        | 0,57         | 9 138       | 1,85        |
| Total                    | Total                    | Total                    | 540 676      | 100          | 494 898     | 100         |
| Abstention               | Abstention               | Abstention               | 192 853      | 26,29        | 238 978     | 32,56       |
| Inscrits / participation | Inscrits / participation | Inscrits / participation | 733 529      | 73,71        | 733 876     | 67,44       |

### 2017
Le premier tour de l'élection présidentielle de 2017 voit s'affronter onze candidats. Emmanuel Macron arrive en tête devant Marine Le Pen et tous deux se qualifient pour le second tour. Néanmoins, avec François Fillon et Jean-Luc Mélenchon, les scores des quatre candidats ayant recueilli le plus de voix sont serrés (4,43 points entre le 1er et le 4e). Pour la première fois, aucun des candidats des deux partis politiques pourvoyeurs jusque-là des présidents de la Ve République, n'est présent au second tour. Celui-ci se tient le dimanche 7 mai et se solde par la victoire d'Emmanuel Macron, avec un total de 20 753 798 bulletins de vote en sa faveur, soit 66,10 % des suffrages exprimés, face à la candidate du Front national, qui recueille 33,90 %. Le scrutin est néanmoins marqué par une forte abstention et par un record de votes blancs ou nuls.
Dans le Val-d'Oise, Emmanuel Macron arrive en tête du premier tour avec 25,31 % des exprimés, suivi de Jean-Luc Mélenchon (23,96 %), François Fillon (18,45 %), Marine Le Pen (17,18 %) et Benoît Hamon (6,84 %). Au second tour, les électeurs ont voté à 72,53 % pour Emmanuel Macron contre 27,47 % pour Marine Le Pen avec un taux de participation de 72,04 % des inscrits.
|             | EM          | Emmanuel Macron       | 138 752 | 25,31 %    | 342 018 | 72,53 %    |  |  |
|             | LFi         | Jean-Luc Mélenchon    | 131 342 | 23,96 %    |         |            |  |  |
|             | LR          | François Fillon       | 101 131 | 18,45 %    |         |            |  |  |
|             | FN          | Marine Le Pen         | 94 158  | 17,18 %    | 129 518 | 27,47 %    |  |  |
|             | PS          | Benoît Hamon          | 37 518  | 6,84 %     |         |            |  |  |
|             | DlF         | Nicolas Dupont-Aignan | 24 790  | 4,52 %     |         |            |  |  |
|             | UPR         | François Asselineau   | 7 702   | 1,41 %     |         |            |  |  |
|             | NPA         | Philippe Poutou       | 5 040   | 0,92 %     |         |            |  |  |
|             | RES         | Jean Lassalle         | 3 975   | 0,73 %     |         |            |  |  |
|             | LO          | Nathalie Arthaud      | 2 752   | 0,5 %      |         |            |  |  |
|             | SeP         | Jacques Cheminade     | 978     | 0,18 %     |         |            |  |  |
|             |             |                       |         |            |         |            |  |  |
|             |             |                       | Nombre  | % inscrits | Nombre  | % inscrits |  |  |
| Inscrits    | Inscrits    | Inscrits              | 730 497 |            | 730 335 |            |  |  |
| Abstentions | Abstentions | Abstentions           | 167 560 | 22,94 %    | 204 202 | 27,96 %    |  |  |
| Votants     | Votants     | Votants               | 562 937 | 77,06 %    | 526 133 | 72,04 %    |  |  |
|             |             |                       |         |            |         |            |  |  |
|             |             |                       |         | % votants  |         | % votants  |  |  |
| Blancs      | Blancs      | Blancs                | 10 059  | 1,38 %     | 42 933  | 5,88 %     |  |  |
| Nuls        | Nuls        | Nuls                  | 4 740   | 0,65 %     | 11 664  | 1,6 %      |  |  |
| Exprimés    | Exprimés    | Exprimés              | 548 138 | 75,04 %    | 471 536 | 64,56 %    |  |  |

### 2012
Hollande, désigné par le PS à la suite d'une primaire ouverte, devance Sarkozy dès le premier tour de l'élection présidentielle de 2012 : c'est la première fois qu'un président sortant est ainsi devancé. Au second tour, Sarkozy est battu mais par un écart plus faible qu'attendu.
Dans le Val-d'Oise, François Hollande arrive en tête du premier tour avec 32,41 % des exprimés, suivi de Nicolas Sarkozy (26,25 %), Marine Le Pen (15,6 %), Jean-Luc Mélenchon (11,95 %) et François Bayrou (8,39 %). Au second tour, les électeurs ont voté à 53,91 % pour François Hollande contre 46,09 % pour Nicolas Sarkozy avec un taux de participation de 80,08 % des inscrits.
|                | PS             | François Hollande     | 172 658 | 32,41 %    | 289 520 | 53,91 %    |  |  |
|                | UMP            | Nicolas Sarkozy       | 139 863 | 26,25 %    | 247 541 | 46,09 %    |  |  |
|                | FN             | Marine Le Pen         | 83 102  | 15,6 %     |         |            |  |  |
|                | FG             | Jean-Luc Mélenchon    | 63 679  | 11,95 %    |         |            |  |  |
|                | MoDem          | François Bayrou       | 44 683  | 8,39 %     |         |            |  |  |
|                | EELV           | Éva Joly              | 10 907  | 2,05 %     |         |            |  |  |
|                | DLF            | Nicolas Dupont-Aignan | 9 049   | 1,7 %      |         |            |  |  |
|                | NPA            | Philippe Poutou       | 5 109   | 0,96 %     |         |            |  |  |
|                | LO             | Nathalie Arthaud      | 2 340   | 0,44 %     |         |            |  |  |
|                | S&P            | Jacques Cheminade     | 1 325   | 0,25 %     |         |            |  |  |
|                |                |                       |         |            |         |            |  |  |
|                |                |                       | Nombre  | % inscrits | Nombre  | % inscrits |  |  |
| Inscrits       | Inscrits       | Inscrits              | 704 810 |            | 704 950 |            |  |  |
| Abstentions    | Abstentions    | Abstentions           | 162 343 | 23,03 %    | 140 400 | 19,92 %    |  |  |
| Votants        | Votants        | Votants               | 542 467 | 76,97 %    | 564 550 | 80,08 %    |  |  |
|                |                |                       |         |            |         |            |  |  |
|                |                |                       |         | % votants  |         | % votants  |  |  |
| Blancs ou nuls | Blancs ou nuls | Blancs ou nuls        | 9 752   | 1,8 %      | 27 489  | 4,87 %     |  |  |
| Exprimés       | Exprimés       | Exprimés              | 532 715 | 98,2 %     | 537 061 | 98,2 %     |  |  |

### 2007
Au premier tour de l'élection présidentielle de 2007, Sarkozy réussit à capter une partie des voix de Le Pen et arrive largement en tête. Royal est la première femme qualifiée pour le second tour d'une élection présidentielle. Elle est battue avec une avance de 6 points.
Dans le Val-d'Oise, Nicolas Sarkozy arrive en tête du premier tour avec 32,37 % des exprimés, suivi de Ségolène Royal (27,76 %), François Bayrou (19 %), Jean-Marie Le Pen (9,2 %) et Olivier Besancenot (3,72 %). Au second tour, les électeurs ont voté à 52,3 % pour Nicolas Sarkozy contre 47,7 % pour Ségolène Royal avec un taux de participation de 84,73 % des inscrits.
|                | UMP            | Nicolas Sarkozy      | 185 134 | 32,37 %    | 288 062 | 52,3 %     |  |  |
|                | PS             | Ségolène Royal       | 158 743 | 27,76 %    | 262 693 | 47,7 %     |  |  |
|                | UDF            | François Bayrou      | 108 642 | 19 %       |         |            |  |  |
|                | FN             | Jean-Marie Le Pen    | 52 610  | 9,2 %      |         |            |  |  |
|                | LCR            | Olivier Besancenot   | 21 276  | 3,72 %     |         |            |  |  |
|                | GPA            | Marie-George Buffet  | 10 496  | 1,84 %     |         |            |  |  |
|                | MPF            | Philippe de Villiers | 9 819   | 1,72 %     |         |            |  |  |
|                | Les Verts      | Dominique Voynet     | 8 973   | 1,57 %     |         |            |  |  |
|                | LO             | Arlette Laguiller    | 6 542   | 1,14 %     |         |            |  |  |
|                | SE             | José Bové            | 5 910   | 1,03 %     |         |            |  |  |
|                | CPNT           | Frédéric Nihous      | 2 370   | 0,41 %     |         |            |  |  |
|                | CNRSP          | Gérard Schivardi     | 1 377   | 0,24 %     |         |            |  |  |
|                |                |                      |         |            |         |            |  |  |
|                |                |                      | Nombre  | % inscrits | Nombre  | % inscrits |  |  |
| Inscrits       | Inscrits       | Inscrits             | 675 114 |            | 675 274 |            |  |  |
| Abstentions    | Abstentions    | Abstentions          | 96 134  | 14,24 %    | 103 088 | 15,27 %    |  |  |
| Votants        | Votants        | Votants              | 578 980 | 85,76 %    | 572 186 | 84,73 %    |  |  |
|                |                |                      |         |            |         |            |  |  |
|                |                |                      |         | % votants  |         | % votants  |  |  |
| Blancs ou nuls | Blancs ou nuls | Blancs ou nuls       | 7 088   | 1,22 %     | 21 431  | 3,75 %     |  |  |
| Exprimés       | Exprimés       | Exprimés             | 571 892 | 98,78 %    | 550 755 | 96,25 %    |  |  |

### 2002
Après cinq années de cohabitation, un duel est attendu entre Chirac et le Premier ministre Jospin lors de l'élection présidentielle de 2002, mais, à la surprise générale, ce dernier est devancé par Le Pen au premier tour. Au second tour, Chirac bénéficie du ralliement de la gauche et reçoit un score sans précédent. Il s'agit de la première élection pour un mandat de cinq ans et non plus sept.
Dans le Val-d'Oise, Jacques  Chirac arrive en tête du premier tour avec 18,82 % des exprimés, suivi de Jean-Marie  Le Pen (18,11 %), Lionel  Jospin (16,28 %), François Bayrou (6,84 %) et Jean-Pierre  Chevenement (6,63 %). Au second tour, les électeurs ont voté à 82,74 % pour Jacques  Chirac contre 17,26 % pour Jean-Marie  Le Pen avec un taux de participation de 79,99 % des inscrits.
|                | RPR            | Jacques Chirac          | 74 994  | 18,82 %    | 382 990 | 82,74 %    |  |  |
|                | FN             | Jean-Marie Le Pen       | 72 177  | 18,11 %    | 79 905  | 17,26 %    |  |  |
|                | PS             | Lionel Jospin           | 64 903  | 16,28 %    |         |            |  |  |
|                | UDF            | François Bayrou         | 27 250  | 6,84 %     |         |            |  |  |
|                | MC             | Jean-Pierre Chevènement | 26 409  | 6,63 %     |         |            |  |  |
|                | Les Verts      | Noël Mamère             | 22 217  | 5,57 %     |         |            |  |  |
|                | LO             | Arlette Laguiller       | 20 860  | 5,23 %     |         |            |  |  |
|                | DL             | Alain Madelin           | 17 401  | 4,37 %     |         |            |  |  |
|                | PC             | Robert Hue              | 16 063  | 4,03 %     |         |            |  |  |
|                | PRG            | Christiane Taubira      | 14 981  | 3,76 %     |         |            |  |  |
|                | LCR            | Olivier Besancenot      | 13 876  | 3,48 %     |         |            |  |  |
|                | MNR            | Bruno Mégret            | 8 836   | 2,22 %     |         |            |  |  |
|                | Cap21          | Corinne Lepage          | 8 016   | 2,01 %     |         |            |  |  |
|                | CPNT           | Jean Saint-Josse        | 5 427   | 1,36 %     |         |            |  |  |
|                | FRS            | Christine Boutin        | 3 340   | 0,84 %     |         |            |  |  |
|                | PT             | Daniel Gluckstein       | 1 802   | 0,45 %     |         |            |  |  |
|                |                |                         |         |            |         |            |  |  |
|                |                |                         | Nombre  | % inscrits | Nombre  | % inscrits |  |  |
| Inscrits       | Inscrits       | Inscrits                | 604 191 |            | 604 201 |            |  |  |
| Abstentions    | Abstentions    | Abstentions             | 195 533 | 32,36 %    | 120 922 | 20,01 %    |  |  |
| Votants        | Votants        | Votants                 | 408 658 | 67,64 %    | 483 279 | 79,99 %    |  |  |
|                |                |                         |         |            |         |            |  |  |
|                |                |                         |         | % votants  |         | % votants  |  |  |
| Blancs ou nuls | Blancs ou nuls | Blancs ou nuls          | 10 106  | 2,47 %     | 20 384  | 4,22 %     |  |  |
| Exprimés       | Exprimés       | Exprimés                | 398 552 | 97,53 %    | 462 895 | 95,78 %    |  |  |

### 1995
Après une nouvelle cohabitation et alors que la droite est particulièrement divisée entre Chirac et le Premier ministre Balladur, Jospin réussit à arriver en tête au premier tour de l'élection présidentielle de 1995, malgré la très lourde défaite de la gauche aux législatives de 1993. Au second tour, il est battu par Chirac.
Dans le Val-d'Oise, Lionel Jospin arrive en tête du premier tour avec 22,23 % des exprimés, suivi de Jacques Chirac (22,05 %), Jean-Marie Le Pen (17,5 %), Édouard  Balladur (14,9 %) et Robert Hue (10,65 %). Au second tour, les électeurs ont voté à 53,78 % pour Jacques Chirac contre 46,22 % pour Lionel Jospin avec un taux de participation de 78,96 % des inscrits.
|                | PS             | Lionel Jospin        | 100 509 | 22,23 %    | 209 551 | 46,22 %    |  |  |
|                | RPR            | Jacques Chirac       | 99 713  | 22,05 %    | 243 823 | 53,78 %    |  |  |
|                | FN             | Jean-Marie Le Pen    | 79 103  | 17,5 %     |         |            |  |  |
|                | RPR            | Édouard Balladur     | 67 354  | 14,9 %     |         |            |  |  |
|                | PC             | Robert Hue           | 48 138  | 10,65 %    |         |            |  |  |
|                | LO             | Arlette Laguiller    | 24 251  | 5,36 %     |         |            |  |  |
|                | MPF            | Philippe de Villiers | 17 093  | 3,78 %     |         |            |  |  |
|                | Les Verts      | Dominique Voynet     | 14 842  | 3,28 %     |         |            |  |  |
|                | S&P            | Jacques Cheminade    | 1 108   | 0,25 %     |         |            |  |  |
|                |                |                      |         |            |         |            |  |  |
|                |                |                      | Nombre  | % inscrits | Nombre  | % inscrits |  |  |
| Inscrits       | Inscrits       | Inscrits             | 611 043 |            | 611 696 |            |  |  |
| Abstentions    | Abstentions    | Abstentions          | 148 898 | 24,37 %    | 128 714 | 21,04 %    |  |  |
| Votants        | Votants        | Votants              | 462 145 | 75,63 %    | 482 982 | 78,96 %    |  |  |
|                |                |                      |         |            |         |            |  |  |
|                |                |                      |         | % votants  |         | % votants  |  |  |
| Blancs ou nuls | Blancs ou nuls | Blancs ou nuls       | 10 034  | 2,17 %     | 29 608  | 6,13 %     |  |  |
| Exprimés       | Exprimés       | Exprimés             | 452 111 | 97,83 %    | 453 374 | 93,87 %    |  |  |

### 1988
Après deux ans de cohabitation, Mitterrand affronte le Premier ministre Chirac lors de l'élection présidentielle de 1988. Le Pen obtient au premier tour un score jusque-là sans précédent pour un parti d'extrême droite. Au second tour, Mitterrand est facilement réélu.
Dans le Val-d'Oise, François Mitterrand arrive en tête du premier tour avec 33,2 % des exprimés, suivi de Jean-Marie Le Pen (18,08 %), Jacques Chirac (18 %), Raymond Barre (14,53 %) et André Lajoinie (7,9 %). Au second tour, les électeurs ont voté à 55,53 % pour François Mitterrand contre 44,47 % pour Jacques Chirac avec un taux de participation de 82,85 % des inscrits.
|                | PS                    | François Mitterrand | 151 269 | 33,2 %     | 252 766 | 55,53 %    |  |  |
|                | FN                    | Jean-Marie Le Pen   | 82 387  | 18,08 %    |         |            |  |  |
|                | RPR                   | Jacques Chirac      | 82 039  | 18 %       | 202 419 | 44,47 %    |  |  |
|                | SE                    | Raymond Barre       | 66 223  | 14,53 %    |         |            |  |  |
|                | PC                    | André Lajoinie      | 35 978  | 7,9 %      |         |            |  |  |
|                | Les Verts             | Antoine Waechter    | 17 356  | 3,81 %     |         |            |  |  |
|                | Communiste rénovateur | Pierre Juquin       | 10 198  | 2,24 %     |         |            |  |  |
|                | LO                    | Arlette Laguiller   | 8 224   | 1,8 %      |         |            |  |  |
|                | MPT                   | Pierre Boussel      | 2 002   | 0,44 %     |         |            |  |  |
|                |                       |                     |         |            |         |            |  |  |
|                |                       |                     | Nombre  | % inscrits | Nombre  | % inscrits |  |  |
| Inscrits       | Inscrits              | Inscrits            | 572 242 |            | 572 121 |            |  |  |
| Abstentions    | Abstentions           | Abstentions         | 109 234 | 19,09 %    | 98 093  | 17,15 %    |  |  |
| Votants        | Votants               | Votants             | 463 008 | 80,91 %    | 474 028 | 82,85 %    |  |  |
|                |                       |                     |         |            |         |            |  |  |
|                |                       |                     |         | % votants  |         | % votants  |  |  |
| Blancs ou nuls | Blancs ou nuls        | Blancs ou nuls      | 7 332   | 1,58 %     | 18 843  | 3,98 %     |  |  |
| Exprimés       | Exprimés              | Exprimés            | 455 676 | 98,42 %    | 455 185 | 96,02 %    |  |  |

### 1981
Lors de l'élection présidentielle de 1981, Giscard d'Estaing arrive en tête au premier tour et affronte, comme la fois précédente, Mitterrand. Pour la première fois, un président sortant est battu : Mitterrand devient le premier président de gauche de la Ve République.
Dans le Val-d'Oise, François Mitterrand arrive en tête du premier tour avec 25,79 % des exprimés, suivi de Valéry Giscard d'Estaing (23,3 %), Georges Marchais (18,8 %), Jacques Chirac (17,3 %) et Brice Lalonde (5,08 %). Au second tour, les électeurs ont voté à 53,96 % pour François Mitterrand contre 43,16 % pour Valéry Giscard d'Estaing avec un taux de participation de 85,98 % des inscrits.
|                | PS             | François Mitterrand      | 110 608 | 25,79 %    | 252 447 | 56,84 %    |  |  |
|                | UDF            | Valéry Giscard d'Estaing | 99 926  | 23,3 %     | 191 719 | 43,16 %    |  |  |
|                | PC             | Georges Marchais         | 80 641  | 18,8 %     |         |            |  |  |
|                | RPR            | Jacques Chirac           | 74 186  | 17,3 %     |         |            |  |  |
|                | MEP            | Brice Lalonde            | 21 802  | 5,08 %     |         |            |  |  |
|                | MRG            | Michel Crépeau           | 11 920  | 2,78 %     |         |            |  |  |
|                | LO             | Arlette Laguiller        | 10 172  | 2,37 %     |         |            |  |  |
|                | Divers droite  | Michel Debré             | 7 067   | 1,65 %     |         |            |  |  |
|                | Divers droite  | Marie-France Garaud      | 6 907   | 1,61 %     |         |            |  |  |
|                | PSU            | Huguette Bouchardeau     | 5 690   | 1,33 %     |         |            |  |  |
|                |                |                          |         |            |         |            |  |  |
|                |                |                          | Nombre  | % inscrits | Nombre  | % inscrits |  |  |
| Inscrits       | Inscrits       | Inscrits                 | 533 609 |            | 533 823 |            |  |  |
| Abstentions    | Abstentions    | Abstentions              | 97 534  | 18,28 %    | 74 849  | 14,02 %    |  |  |
| Votants        | Votants        | Votants                  | 436 075 | 81,72 %    | 458 974 | 85,98 %    |  |  |
|                |                |                          |         |            |         |            |  |  |
|                |                |                          |         | % votants  |         | % votants  |  |  |
| Blancs ou nuls | Blancs ou nuls | Blancs ou nuls           | 7 156   | 1,64 %     | 14 808  | 3,23 %     |  |  |
| Exprimés       | Exprimés       | Exprimés                 | 428 919 | 98,36 %    | 444 166 | 96,77 %    |  |  |

### 1974
L'élection présidentielle de 1974 est une élection anticipée à la suite de la mort de Pompidou. Mitterrand, candidat unique de la gauche, est largement en tête au premier tour devant Giscard d'Estaing, qui distance lui-même Chaban-Delmas. Au terme d'une campagne animée, marquée par un débat télévisé tendu, Giscard d'Estaing l'emporte avec une très courte avance.
Dans le Val-d'Oise, François Mitterrand arrive en tête du premier tour avec 47,74 % des exprimés, suivi de Valéry Giscard d'Estaing (31,22 %), Jacques Chaban-Delmas (12,14 %), Jean Royer (2,39 %) et Arlette Laguiller (2,23 %). Au second tour, les électeurs ont voté à 53,96 % pour François Mitterrand contre 46,04 % pour Valéry Giscard d'Estaing avec un taux de participation de 88,27 % des inscrits.
|                | PS             | François Mitterrand      | 166 727 | 47,74 %    | 191 980 | 53,96 %    |  |  |
|                | RI             | Valéry Giscard d'Estaing | 109 013 | 31,22 %    | 163 791 | 46,04 %    |  |  |
|                | UDR            | Jacques Chaban-Delmas    | 42 383  | 12,14 %    |         |            |  |  |
|                | SE             | Jean Royer               | 8 343   | 2,39 %     |         |            |  |  |
|                | LO             | Arlette Laguiller        | 7 804   | 2,23 %     |         |            |  |  |
|                | SE, écologiste | René Dumont              | 6 805   | 1,95 %     |         |            |  |  |
|                | FN             | Jean-Marie Le Pen        | 2 986   | 0,86 %     |         |            |  |  |
|                | MDSF           | Émile Muller             | 2 270   | 0,65 %     |         |            |  |  |
|                | FCR            | Alain Krivine            | 1 512   | 0,43 %     |         |            |  |  |
|                | MFE            | Jean-Claude Sebag        | 605     | 0,17 %     |         |            |  |  |
|                | NAR            | Bertrand Renouvin        | 594     | 0,17 %     |         |            |  |  |
|                |                |                          |         |            |         |            |  |  |
|                |                |                          | Nombre  | % inscrits | Nombre  | % inscrits |  |  |
| Inscrits       | Inscrits       | Inscrits                 | 408 468 |            | 408 276 |            |  |  |
| Abstentions    | Abstentions    | Abstentions              | 56 751  | 13,89 %    | 47 891  | 11,73 %    |  |  |
| Votants        | Votants        | Votants                  | 351 717 | 86,11 %    | 360 385 | 88,27 %    |  |  |
|                |                |                          |         |            |         |            |  |  |
|                |                |                          |         | % votants  |         | % votants  |  |  |
| Blancs ou nuls | Blancs ou nuls | Blancs ou nuls           | 2 503   | 0,71 %     | 4 614   | 1,28 %     |  |  |
| Exprimés       | Exprimés       | Exprimés                 | 349 214 | 99,29 %    | 355 771 | 98,72 %    |  |  |

### 1969
L'élection présidentielle de 1969 est une élection anticipée à la suite de la démission de De Gaulle. La gauche se lance désunie dans la course et, bien que Duclos (PCF) manque de le devancer, c'est le président par intérim Poher qui accède au second tour face à l'ex-Premier ministre Pompidou. Alors que Duclos refuse d'appeler à voter au second tour pour « bonnet blanc ou blanc bonnet », Pompidou est finalement largement élu.
Dans le Val-d'Oise, Georges Pompidou arrive en tête du premier tour avec 39,34 % des exprimés, suivi de Jacques Duclos (29,34 %), Alain Poher (20,17 %), Michel Rocard (4,51 %) et Gaston Defferre (4,36 %). Au second tour, les électeurs ont voté à 58,72 % pour Georges Pompidou contre 41,28 % pour Alain Poher avec un taux de participation de 60,61 % des inscrits.
|                | UDR            | Georges Pompidou | 113 318 | 39,34 %    | 118 877 | 58,72 %    |  |  |
|                | PC             | Jacques Duclos   | 84 531  | 29,34 %    |         |            |  |  |
|                | CD             | Alain Poher      | 58 111  | 20,17 %    | 83 587  | 41,28 %    |  |  |
|                | PSU            | Michel Rocard    | 12 991  | 4,51 %     |         |            |  |  |
|                | SFIO           | Gaston Defferre  | 12 572  | 4,36 %     |         |            |  |  |
|                | LC             | Alain Krivine    | 3 373   | 1,17 %     |         |            |  |  |
|                | SE             | Louis Ducatel    | 3 185   | 1,11 %     |         |            |  |  |
|                |                |                  |         |            |         |            |  |  |
|                |                |                  | Nombre  | % inscrits | Nombre  | % inscrits |  |  |
| Inscrits       | Inscrits       | Inscrits         | 361 562 |            | 361 312 |            |  |  |
| Abstentions    | Abstentions    | Abstentions      | 70 710  | 19,56 %    | 142 309 | 39,39 %    |  |  |
| Votants        | Votants        | Votants          | 290 852 | 80,44 %    | 219 003 | 60,61 %    |  |  |
|                |                |                  |         |            |         |            |  |  |
|                |                |                  |         | % votants  |         | % votants  |  |  |
| Blancs ou nuls | Blancs ou nuls | Blancs ou nuls   | 2 771   | 0,95 %     | 16 539  | 7,55 %     |  |  |
| Exprimés       | Exprimés       | Exprimés         | 288 081 | 99,05 %    | 202 464 | 92,45 %    |  |  |